# 莱芜区

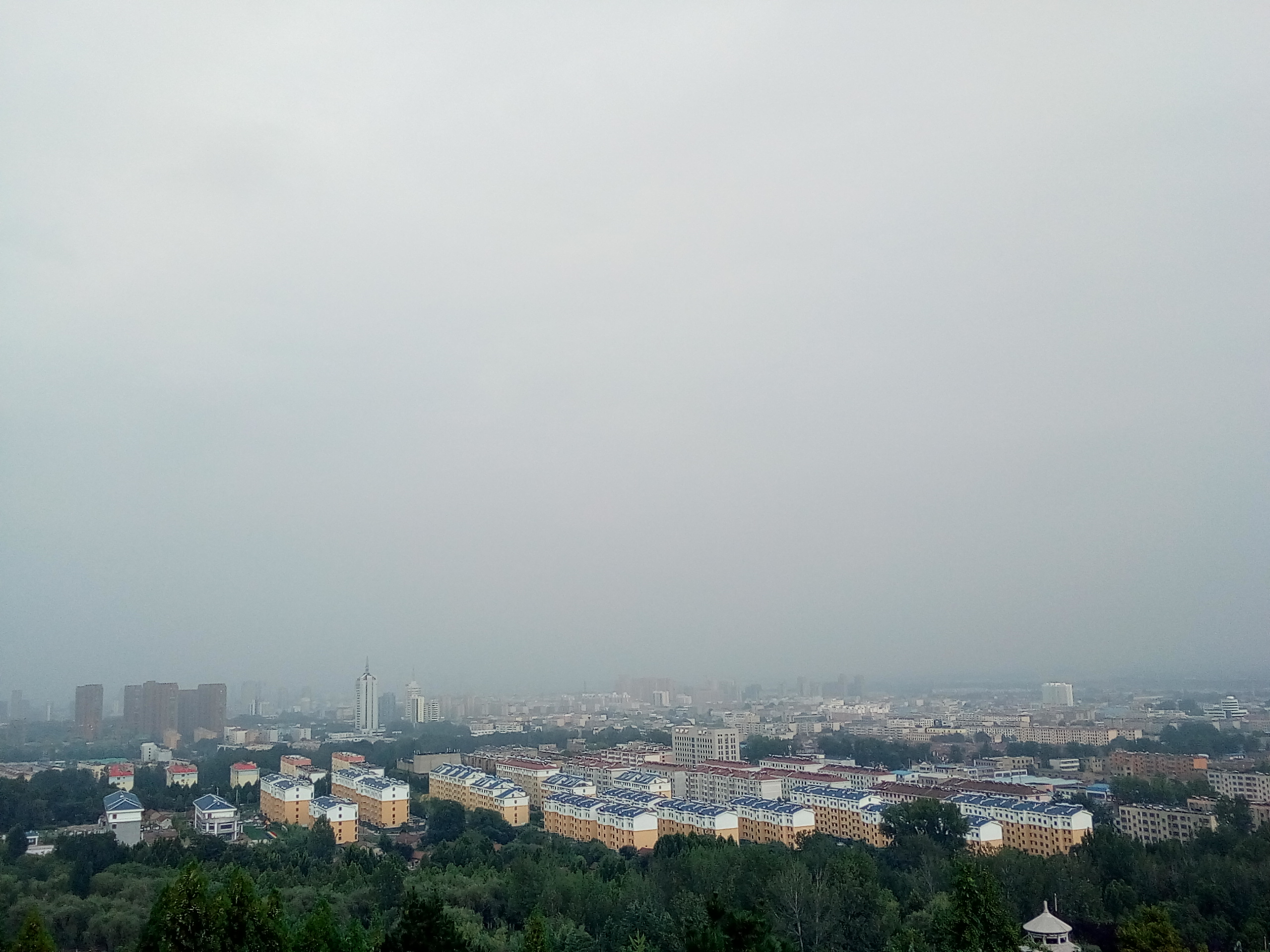
由城西雅鹿山山顶览莱芜区景

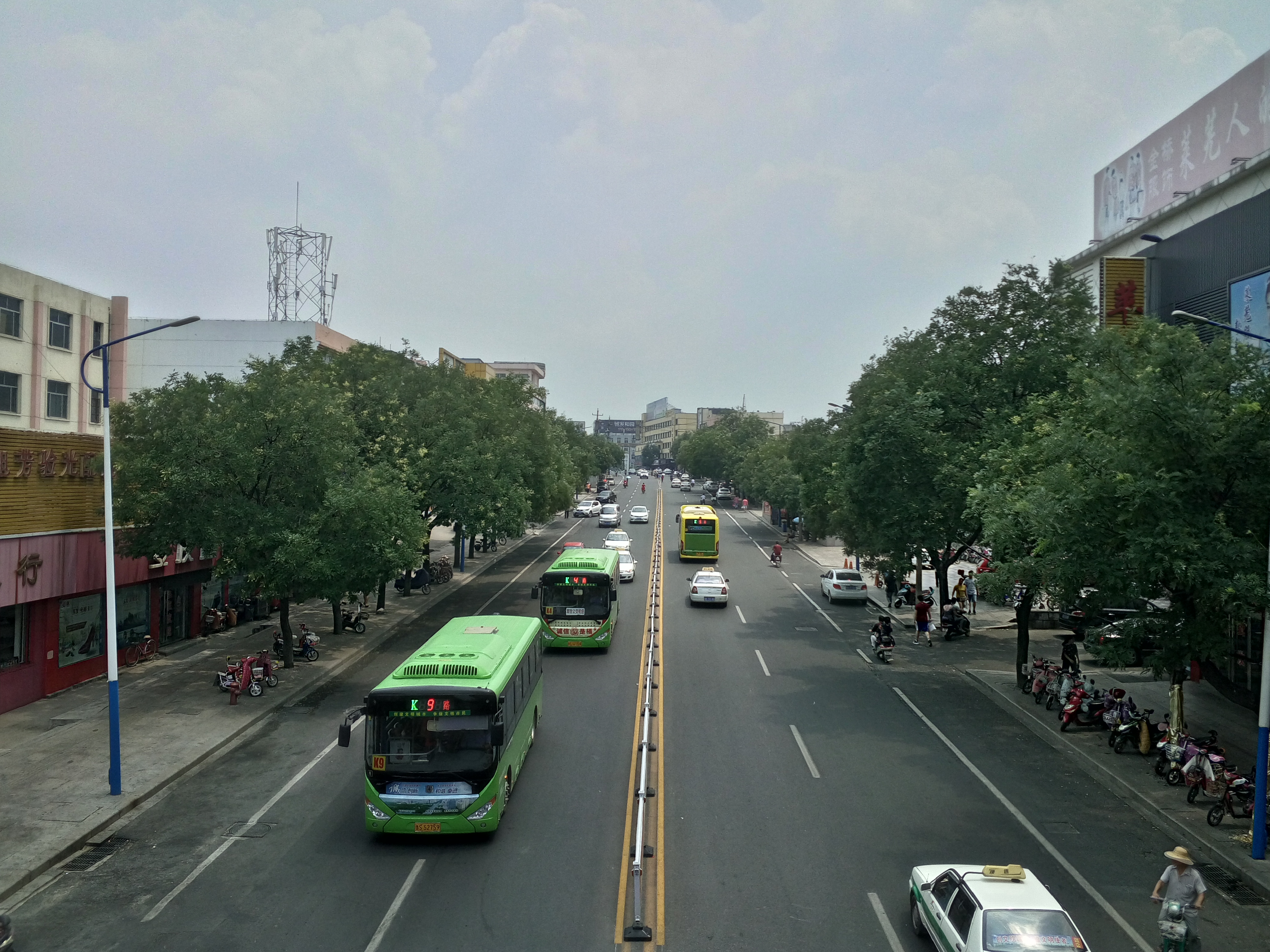
莱芜区凤城大街商圈

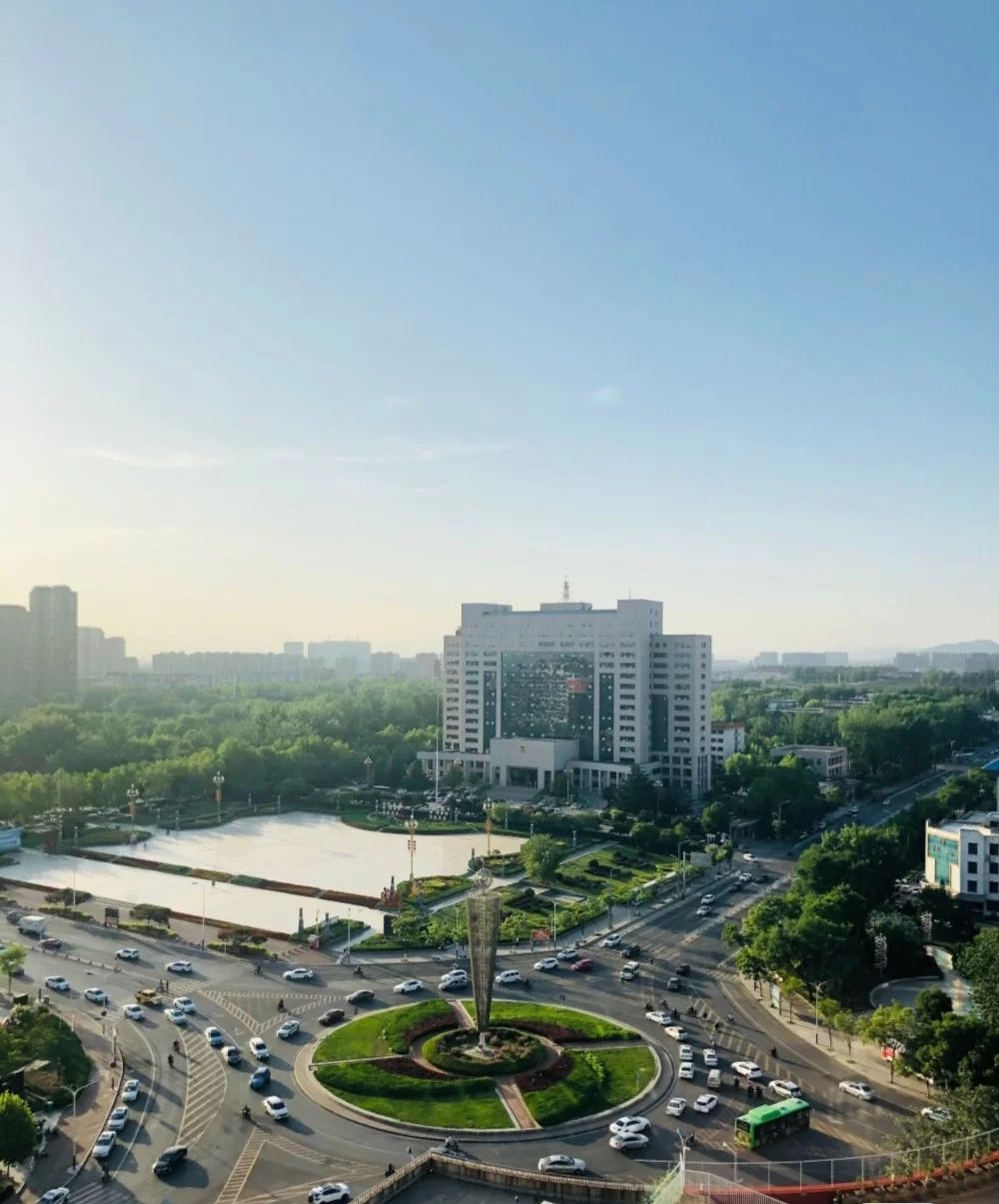
莱芜

莱芜区，旧名莱城区，是中国山东省济南市所辖的一个市辖区。北以齐长城与章丘区临靠，南接钢城区和新泰市，西连泰安市岱岳区，东靠淄博市博山区和沂源县。2019年之前曾是莱芜市的主城区，名为莱城区。2019年撤销莱芜市，将其下属的莱城区以及钢城区两区并入北边的济南市。
萊蕪區位於汶河兩岸，是古老的大汶口文化發源地之一，是嬴姓發源地。古有嬴國，古城址在今羊裏鎮城子縣村一帶。商代，牟子國建立，都城在今鋼城區辛莊鎮趙家泉村。境內因古代有嬴國和牟子國，因此有“嬴牟故國”之稱，區人民政府驻文化北路001號。

## 政治

### 行政区划
莱芜区境内有8个街道、7个镇、4个开发区。
- 街道：凤城街道、高庄街道、口镇街道、羊里街道。
- 乡镇：牛泉镇、苗山镇、和庄镇
- 国家高新区：莱芜国家级高新技术产业开发区[5]（行政上独立于莱芜区，下辖鹏泉街道）
- 经济功能区：莱芜农业高新技术开发区[6]（辖方下街道、杨庄镇、寨里镇）、莱芜雪野旅游区（辖雪野街道、茶业口镇、大王庄镇）、莱芜经济技术开发区[7]（辖张家洼街道）。

### 机构领导
| 机构               | · 中国共产党 · 济南市莱芜区委员会 · 书记 | 济南市莱芜区人民代表大会 常务委员会 主任 | 济南市莱芜区人民政府 区长 | · 中国人民政治协商会议 · 济南市莱芜区委员会 · 主席 | 济南市莱芜区监察委员会 主任 | 济南市莱芜区人民法院 院长 |
| ------------------ | ---------------------------------------- | ---------------------------------------- | ------------------------- | -------------------------------------------------- | --------------------------- | ------------------------- |
| 姓名               | 朱云生                                   | 高永胜                                   | 秦蕾                      | 冯美玲                                             | 李永实                      | 赵景来                    |
| 民族               | 汉族                                     | 汉族                                     | 汉族                      | 汉族                                               | 汉族                        | 汉族                      |
| 籍贯               | 山东省兰陵县                             | 山东省济南市                             | 山东省济南市              |                                                    |                             |                           |
| 出生日期           | 1966 年12月                              |                                          |                           |                                                    |                             |                           |
| 本届就任/ 当选日期 | 2019年8月3日                             | 2019年1月16日                            | 2019年1月16日             | 2019年1月16日                                      | 2019年1月16日               | 2019年1月16日             |

## 地理

### 气候
莱芜区属典型的暖温带大陆性季风气候。冬冷夏热，四季分明，阳光充足，空气湿润，气候温和，常年年平均气温13.5℃，全年光照时数平均为2443.8小时，光照率55%。
| ㋀                                | ㋁      | ㋂      | ㋃      | ㋄       | ㋅       | ㋆        | ㋇        | ㋈       | ㋉      | ㋊      | ㋋      |
| 7 4 −8                            | 18 9 −3 | 16 17 2 | 37 25 8 | 76 30 13 | 79 34 19 | 284 31 21 | 132 27 20 | 97 27 16 | 21 22 8 | 55 16 2 | 18 4 −7 |
| 平均最高及最低溫度以攝氏（℃）表記 |         |         |         |          |          |           |           |          |         |         |         |
| 降雨總量單位為（㎜）              |         |         |         |          |          |           |           |          |         |         |         |
| 資料來源：                        |         |         |         |          |          |           |           |          |         |         |         |

| 英制單位換算                      | 英制單位換算 | 英制單位換算 | 英制單位換算 | 英制單位換算 | 英制單位換算 | 英制單位換算 | 英制單位換算 | 英制單位換算 | 英制單位換算 | 英制單位換算 | 英制單位換算 |
| --------------------------------- | ------------ | ------------ | ------------ | ------------ | ------------ | ------------ | ------------ | ------------ | ------------ | ------------ | ------------ |
| ㋀                                | ㋁           | ㋂           | ㋃           | ㋄           | ㋅           | ㋆           | ㋇           | ㋈           | ㋉           | ㋊           | ㋋           |
| 0.3 39 18                         | 0.7 48 27    | 0.6 63 36    | 1.5 77 46    | 3 86 55      | 3.1 93 66    | 11 88 70     | 5.2 81 68    | 3.8 81 61    | 0.8 72 46    | 2.2 61 36    | 0.7 39 19    |
| 平均最高及最低溫度以華氏（℉）表記 |              |              |              |              |              |              |              |              |              |              |              |
| 降雨總量單位為英吋（㏌）          |              |              |              |              |              |              |              |              |              |              |              |

| ㋀                                | ㋁      | ㋂      | ㋃      | ㋄       | ㋅       | ㋆        | ㋇        | ㋈       | ㋉      | ㋊      | ㋋      |
| 7 4 −8                            | 18 9 −3 | 16 17 2 | 37 25 8 | 76 30 13 | 79 34 19 | 284 31 21 | 132 27 20 | 97 27 16 | 21 22 8 | 55 16 2 | 18 4 −7 |
| 平均最高及最低溫度以攝氏（℃）表記 |         |         |         |          |          |           |           |          |         |         |         |
| 降雨總量單位為（㎜）              |         |         |         |          |          |           |           |          |         |         |         |
| 資料來源：                        |         |         |         |          |          |           |           |          |         |         |         |

| 英制單位換算                      | 英制單位換算 | 英制單位換算 | 英制單位換算 | 英制單位換算 | 英制單位換算 | 英制單位換算 | 英制單位換算 | 英制單位換算 | 英制單位換算 | 英制單位換算 | 英制單位換算 |
| --------------------------------- | ------------ | ------------ | ------------ | ------------ | ------------ | ------------ | ------------ | ------------ | ------------ | ------------ | ------------ |
| ㋀                                | ㋁           | ㋂           | ㋃           | ㋄           | ㋅           | ㋆           | ㋇           | ㋈           | ㋉           | ㋊           | ㋋           |
| 0.3 39 18                         | 0.7 48 27    | 0.6 63 36    | 1.5 77 46    | 3 86 55      | 3.1 93 66    | 11 88 70     | 5.2 81 68    | 3.8 81 61    | 0.8 72 46    | 2.2 61 36    | 0.7 39 19    |
| 平均最高及最低溫度以華氏（℉）表記 |              |              |              |              |              |              |              |              |              |              |              |
| 降雨總量單位為英吋（㏌）          |              |              |              |              |              |              |              |              |              |              |              |

### 地质地貌
莱芜区地处鲁中泰沂山区，地质构造受鲁中纬向构造及鲁西旋卷构造控制。纬向构造体系中，东西断裂和鲁中旋卷构造控制莱芜盆地的形式。构造形迹以断裂为主，褶皱次之，至今保留完好。地势南缓北陡，由东向西倾斜，北、东、南三面环山，中西部是低缓起伏的平原，呈半圆形盆地状，有大小山峰2000余座。地表中山区居多，占总面积的79%，平原占21%。北部为泰山余脉，近东西走向；南部为徂徕山余脉，与泰山余脉大体平行。位于莱芜区与新泰市交界的莲花山主峰海拔994米，为区内最高点；牛泉镇小庄村村西海拔148米，为区内最低点。

### 水文
莱芜区内有大小河流350余条（主要河流18条），均属汶河与淄河水系，汶河水系主要干流是牟汶河，最大支流是嬴汶河，主要河床一般宽500米；嬴汶河区内长50余公里，流域面积700多平方公里，河宽一般300米；牟汶河、嬴汶河两大支流向西汇入大汶河；和庄河属淄河水系，境内长12公里，流域面积100余平方公里，河宽一般100至200米，自西向东流入淄博市。境内有水库130余座，年平均径流量5.02亿立方米。

## 历史
春秋时期，为牟国、齐国嬴邑、平州（汉为梁父）邑地。牟国属于鲁国的附庸国，故址在今钢城区辛庄镇赵家泉村。嬴邑属于齐国，故址在今莱芜区羊里镇城子县村。平州邑应在莱芜区西部，遗址大约在嘶马河、封邱一带。
秦朝，置嬴县（治所在今莱芜区羊里镇城子县村），属济北郡。西汉增置牟县（治所在今钢城区辛庄镇赵家泉村），又于牟县以北置莱芜县，因治所设在淄水流域的莱芜谷，故名莱芜，故址在今淄博市淄川区城子庄村。嬴、牟、莱芜三县同属泰山郡。东汉、三国、魏晋沿袭未变。
隋唐以后，相继无牟、嬴、平州建置，代之以莱芜。武则天长安四年（704 年），县城迁至今莱芜区南文字村。金大定十二年（1172 年），县治由南文字村迁至今莱芜区凤城街道西关街附近。
1949年，莱芜县委县政府驻地在今莱芜区口镇。
1953年秋，莱芜县委县政府由口镇迁至今莱芜区凤城街道凤城西大街，相继隶属泰安专署、济南市、泰安地区行政公署。
1983年8月改为县级莱芜市，由泰安市代管。 
1992年11月，莱芜市由县级市升为地级市，下辖莱城和钢城两个区。
2019年1月，地级莱芜市撤销，所辖区域划归济南市。原莱芜市莱城区，改设立济南市莱芜区。

## 人口
根據第七次全国人口普查數據，截至2020年11月1日零時，萊蕪區常住人口969632人。

## 交通
莱芜区位于山东省中部地区，区内拥有比较完善的交通网络，拥有 莱泰高速公路、 京沪高速公路、 青兰高速公路、 滨莱高速公路以及 205国道和 341国道；辛泰铁路、磁莱铁路、济莱高铁等重要交通通道。通过复杂的省道系统，可直达山东省各大城市。莱芜区内部交通发达，与济南市另一市辖区钢城区和山东大型钢铁企业莱钢集团有国道205（凤凰路—汇源大街—永兴路）相连。辖区内在建的济莱铁路是山东省“省会城市群经济圈”和“济莱协作区”战略配套的重大基础设施。

### 铁路运输
截至2018年7月，莱芜区内仅有一座客运火车站莱芜东站，仅有一对客运列车7053/4次列车，铁路出行较为不便。已经于2014年开工建设的瓦日铁路是莱芜区内一条规划有客运功能的线路，该线路中莱芜站正在建设中，但客运开通计划未知。于2022年12月30日正式通车的济莱高速铁路是莱芜区内首条完全客运线路，在莱芜区境内设有雪野站与莱芜北站，其中莱芜东站位于莱芜区大桥北路，瓦日铁路莱芜站位于莱芜区口镇南，雪野站位于莱芜区所辖的雪野旅游区内，莱芜北站位于莱芜区所辖的高新区内。
1971年6月1日通车的7053/4次列车是莱芜区内首条运营的客运铁路线路。它承担着沿途众多村庄的日常出行任务，且价格低廉，被成为“庄户列车”。
2014年12月通车运营的瓦日铁路是世界首条按30吨重载标准建设的重载铁路，经过莱芜站。
莱芜区内铁路货运场站主要有：莱芜东站货场、莱芜西站、瓦日铁路莱芜站。

### 公路运输
莱芜区境内有 莱泰高速公路、 京沪高速公路、 青兰高速公路、 滨莱高速公路以及 205国道和 341国道等公路。
莱芜长途汽车总站位于莱芜高新区内，汽车总站设有26个发车位，拥有经营线路100余条，高档客车80%以上，日发班次800个，日均发送旅客1.5万人，高峰时节发送旅客3万人次。

### 航空运输
莱芜区内目前没有航空机场，航空出行主要依靠同市距离莱芜区政府驻地约80千米的济南遥墙国际机场。莱芜区内有机场公交可直达济南遥墙机场。
2014年4月，位于雪野旅游区雪野镇的莱芜雪野通用机场获得批复，成为莱芜区首个获得批复的通用航空机场，也是莱芜区内唯一一处民用航空机场。该机场是《山东省民航业中长期规划》中重点建设的通用机场，结合莱芜雪野通用产业园将充分发挥航空竞赛表演、体育文化等功能，进一步开展相关航空器的生产制造业务。

## 自然资源

### 矿产资源
区内已探明的矿种有铁、煤、铜、铝、钴、金、石灰石、花岗石、大理石、燕子石、石英和陶土等，其中铁矿石储量在全国占重要地位；莱芜区又是全国地方煤矿重点产煤县（市、区）之一；花岗石、大理石储量达20亿立方米，其中“莱芜黑”板材被誉为世界珍品。

### 动植物资源
野生动物中兽类有黄鼬、狐狸、獾、狼等；鸟类有山鸡、黄鹂、鹌鹑、鹰等；两栖类有蛇、蟾蜍、 壁虎、鳖等；鱼类有鲤鱼、鲶鱼、马口鱼等；昆虫类有118种。野生植物中乔木、灌木类有银杏、枸杞、迎春柳、赤梨子等；杂草类有金针、荠菜、苦菜、黄草、红百合等。土特产品主要有生姜、花椒、大蒜、鸡腿葱等。黑红山楂、牛心柿、板栗、核桃也独具特色。

## 教育
莱芜区内官办教育最早可追溯至宋代。宋代莱芜有科举中仕和官办学校的记载，据明代《嘉靖莱芜县志》记载：
|                    | 学，宋崇宁间 (1102 年 - 1106 年) 建，金大定十年 (1170 年)、元世祖至元十七年 (1357 年) 俱重修。 |
| ——《嘉靖莱芜县志》 |                                                                                                |

而在宋代前未发现境内有官学，史料也未记载从境内学校培养的人才。自明代修建书院，明代莱芜县知县傅国璧兴办了垂杨书院 (今位于莱芜区口镇垂杨村)。清代前期，时莱芜知县叶方恒创建正率书院，《续修莱芜县志》载：
|                    | 正率书院于城西，作讲语十则以训民，月试诸生六艺。 |
| ——《续修莱芜县志》 |                                                  |

清道光三年（1823），莱芜知县纪淦在城东门（今莱芜区西关街东北）创建汶源书院，至1903年改为高等小学堂，共培养出7位进士。在莱芜高新区凤凰路汉江公园复建汶源书院，成为国学教育中心。

### 高等教育
莱芜区境内现有山东财经大学（莱芜校区）、山东财经大学燕山学院和莱芜职业技术学院，三者都位于莱芜高新区山财大街。

## 旅游

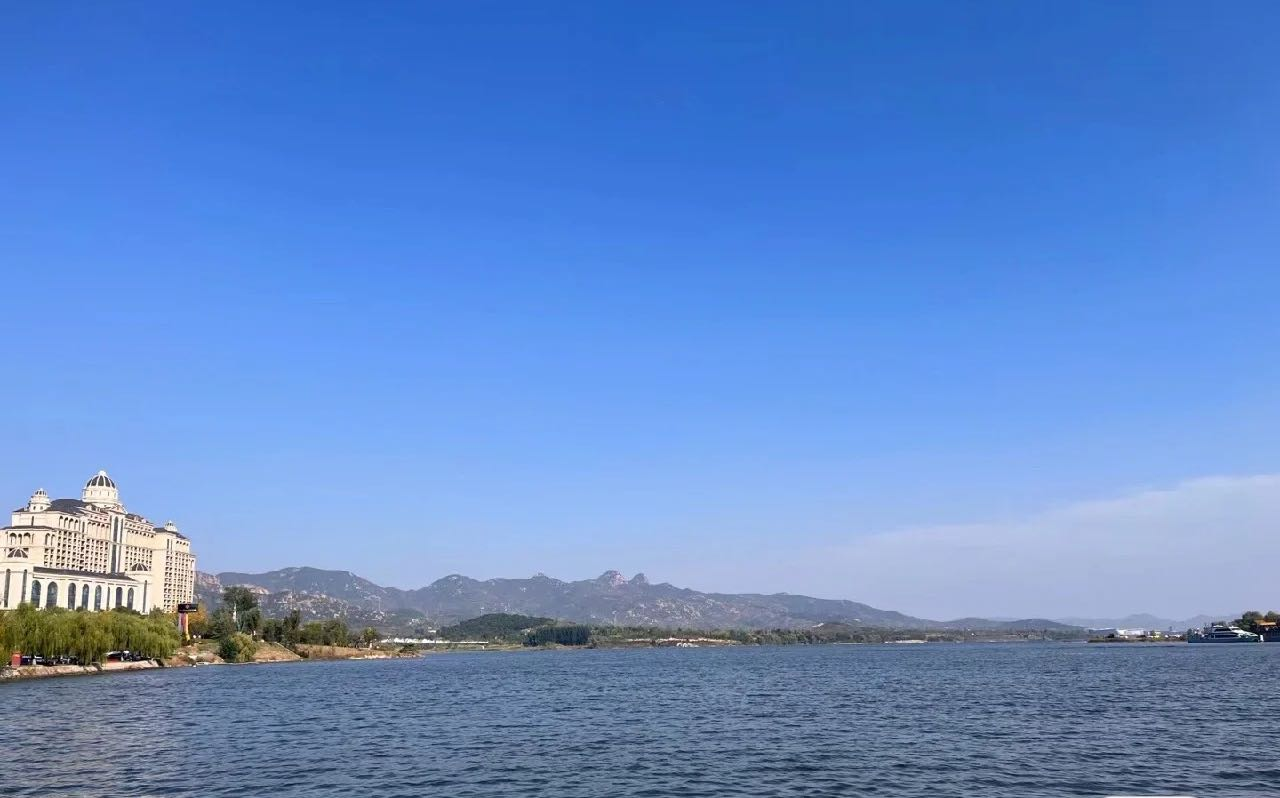
雪野湖

境内北部有以雪野湖为主体的雪野旅游区，南部有以莲花山为主体的南部旅游山区，旅游资源较为丰富。